# 麻城市第一中学
麻城一中，全称麻城市第一中学，是一所位于中华人民共和国湖北省黄冈市的公办中学。始建于1905年，是一所省级示范学校。

## 历史沿革
光绪29年(1903年)，清朝政府颁布了《奏定学堂章程》，“废科举、兴学校”的社会潮流因之席卷全国。其时，麻城人士屈子厚(字开埏、伯厚)自外地返乡，筹谋创设县立高等小学堂。在其督理下，遂于1905年将城南亭州试院改建成麻城县立高等小学堂，并出任首任堂长。此举首开麻城近代学校教育之先例。1996年以来，党和国家领导人江泽民、李瑞环、温家宝、曾庆红等先后亲临该校视察。1996年9月18日，时任中共中央总书记江泽民视察麻城一中，并题名留念。
- 1、县立高等小学堂(高等小学、高级小学、第一小学、中心小学)时期(1905—1938)。
- 2、县立初级中学(包括私立龙潭中学及白果中学、省联中鄂东分校麻城分部)时期(1939—1949)。
- 3、1949年改為湖北省麻城第一初级中学(包括湖北省麻城县立初级中学、麻城县初级中学)。
- 4、1956年改為湖北省麻城第一中学(包括湖北省麻城城关中学)。
- 5、2021年改名为湖北省麻城中学，并迁移至新地址

## 著名校友
- 刘昌国：湖北麻城人，高级工程师。1994年毕业于麻城一中，1998年本科毕业于哈尔滨工业大学，2001年硕士毕业于上海航空技术研究院，现任上海空间推进研究所发动机研究室主任。
- 向斯：故宫博物院研究员，图书馆副馆长，当代知名宫廷历史专家、作家。
- 中共一大代表、国家代主席董必武曾在这里执教，
- 原国防部副部长、开国大将王树声曾求学于该校。
- 吴宏文：湖北麻城人，中学高级教师。历任麻城三中教务副主任、副校长、校长，后任麻城实验中学校长、麻城一中校长。